# Jaime Bateman Cayón
Jaime Alfonso Bateman Cayón appelé « El Flaco » ou « Comandante Pablo » est un guérillero colombien, cofondateur et commandant maximum de la Movimiento 19 de Abril (M-19), né le 23 avril 1940 à Santa Marta et mort le 28 avril 1983 à Guna Yala, Panama. Décédé dans un accident d'avion dans la jungle du Darién au Panama.

## Biographie
Jaime Alfonso Bateman, est le fils de Carlos Manuel Bateman de Andréis et de Clementina Cayón Ebratt défenseure de prisonniers politiques et une militante du Mouvement révolutionnaire libéral (MRL). Né d'une famille modeste avec trois enfants, Matilde la fille aînée et Carlos le plus jeune. Jaime Bateman grandi dans un environnement de mouvements sociaux, sa mère membre du Mouvement révolutionnaire libéral, groupe politique dissident du Parti libéral colombien, fondé par Alfonso López Michelsen. Jaime Bateman est élevé par son beau-père Jorge Olarte Blanco et vit à proximité des installations de United Fruit Company. À huit ans, il est heurté par un bus à Barranquilla, qui le fera boiter avec une malformation de la jambe.

### Engagement FARC
Jaime part dans les montagnes avec les Forces armées révolutionnaires de Colombie (FARC), mais quelques divergences surgissent. Ses critiques lui valent l'expulsion du groupe, ainsi que des soupçons d'infiltration.
Lors des élections présidentielles en Colombie, le candidat général Gustavo Rojas Pinilla perd les élections et laisse planer un sentiment de fraude. L'aile socialiste de l'ANAPO déçue par la passivité de leur leader envisage la possibilité de voir le peuple exprimer sa colère au-delà des urnes.
Avec d'anciens partisans du FARC, des membres de l'Armée de libération nationale (ELN), de l'Alliance nationale populaire (ANAPO) et d'autres dirigeants sociaux, au milieu de l'année 1973, il crée un nouveau mouvement révolutionnaire de masse nommé M-19.
Iván Marino Ospina, Álvaro Fayad, Luis Otero Cifuentes, Carlos Pizarro Leongómez'', Iván Marino Ospina, Antonio Navarro Wolff, et Jaime Bateman s'emparent de la date de la fraude pour lancer leur Mouvement M-19, avec comme devise sur le drapeau : Avec le peuple, avec les armes, au pouvoir.

### Engagement M-19
Idéologiquement, Jaime Bateman est plus proche de Fidel Castro que de Omar Torrijos, mais proche de ce dernier simplement parce qu'ils ont la même personnalité. La révolution a pour valeur d'obliger les riches à donner un peu de ce qu’ils ont, pour le partager avec les plus pauvres.
Rien de tout cela n’a pu être réalisé de son vivant. Il est décédé à l'âge de 43 ans dans un petit avion dans les jungles de Darien. Avec son absence, il fut remplacé par Álvaro Fayad, qui reviendra plus tard aux mains de Carlos Pizarro, qui signera la paix avec Barco le 9 mars 1990. L'écrivain colombien Gabriel García Márquez déclare que, "si Jaime Bateman Cayón
n'était pas mort prématurément, il serait devenu plus important que Fidel Castro".

## Divers
- À l'Université pédagogique, à l'Universidad Distrital Francisco José de Caldas et à l'Université nationale de Colombie, et d'autres établissements d'enseignement public colombiens, ainsi qu'à Santa Marta, des plaques commémoratives de Jaime Bateman Cayón.
- Des peintures murales et des drapeaux réalisés par les étudiants de ces institutions.
- Ses idées sont rappelées par des mouvements de gauche et progressistes tels que Human Colombia de Gustavo Petro.
- Un quartier d'Ipiales (Nariño) porte son nom.
- D'autres organisations de guérilla après le M-19, ont emprunté son nom en Mouvement Jaime Bateman Cayón[4].